# The Blow Monkeys
The Blow Monkeys je britská hudební skupina, která patřila k představitelům nové vlny osmdesátých let. Tvořila ve stylu sophisti-pop, který spojoval vlivy pop rocku, soulu a funku.
Skupinu založil roku 1981 zpěvák a kytarista Robert Howard, známý jako Dr. Robert, dalšími členy byli baskytarista Mick Anker, saxofonista Neville Henry a bubeník Tony Kiley. Název pochází z doby, kdy Howard žil v Austrálii, kde bývají domorodí hráči na didgeridoo označováni jako „foukající opice“. Skupina byla součástí sdružení levicově orientovaných hudebníků Red Wedge. Jejich nejúspěšnějším albem bylo She Was Only a Grocer's Daughter (v roce 1987 se dostalo na 21. místo žebříčku UK Album Chart); jeho název, který v překladu znamená „Byla jenom hokynářova dcera“, je narážkou na původ tehdejší premiérky Margaret Thatcherové. Prvním singlovým hitem byla v roce 1986 píseň s tématem epidemie AIDS Digging Your Scene (dvanácté místo na žebříčku UK Singles Chart a sedmé místo na Hot Dance Club Play). Další úspěšnou skladbou byla It Doesn't Have to Be This Way, která se umístila v roce 1987 na pátém místě UK Singles Chart. Skupina se rozpadla v roce 1990, kdy se její členové vydali na sólovou dráhu. V roce 2007 obnovila činnost a vydala čtyři řadová a jedno koncertní album.

## Diskografie
- 1984: Limping for a Generation
- 1986: Animal Magic
- 1987: She Was Only a Grocer's Daughter
- 1989: Whoops! There Goes the Neighbourhood
- 1990: Springtime for the World
- 2008: Devil's Tavern
- 2009: Travelin' Souls - Live! at the Legendary 100 Club
- 2011: Staring at the Sea
- 2013: Feels Like A New Morning
- 2015: If Not Now, When?